# فرودگاه اخیوک
فرودگاه اخیوک (به انگلیسی: Akhiok Airport) یک فرودگاه همگانی بهره‌برداری هوایی با کد یاتا AKK است که یک باند فرود شن دارد و طول باند آن ۹۵۱ متر است. این فرودگاه در کشور ایالات متحده آمریکا قرار دارد و در ارتفاع ۱۳ متری از سطح دریا واقع شده‌است.